# Barcice Drwalewskie
Barcice Drwalewskie – wieś sołecka w Polsce, położona w województwie mazowieckim, w powiecie grójeckim, w gminie Chynów.
Wieś notowana w 1452 r., należała wówczas do Tryczów, herbu Prus – nazwa Barczyce.
W 1478 r. właścicielem wsi był Adam Trycz, syn Wawrzyńca.
Wieś należała do parafii pieczyskiej, a przed rokiem 1452 do prażmowskiej na terenie powiatu grójeckiego w ziemi czerskiej.
W 1603 r. dziesięciny kmiece z tej wsi były przeznaczone dla wikarego z parafii w Pieczyskach.
W latach 1975–1998 miejscowość administracyjnie należała do województwa radomskiego.